# The Messenger (альбом Валерия Пономарёва)
The Messenger — пятый студийный альбом американского джазового трубача Валерия Пономарёва, выпущенный в 2001 году на лейбле Reservoir Records. Над альбомом работали барабанщик Джимми Кобб, тенорман Майкл Карн, пианист Сид Симмонс и басист Мартин Зенкер.
Название отсылает к группе The Jazz Messengers Арта Блэйки, в которой играл Пономарёв.

## Отзывы критиков
| Оценки критиков           | Оценки критиков |
| Источник                  | Оценка          |
| ------------------------- | --------------- |
| AllMusic                  | [ 2 ]           |
| The Penguin Guide to Jazz | [ 3 ]           |

Рецензент All About Jazz К. Эндрю Хован написал: «Очевидно, что привязанность Пономарёва к Блэйки всё ещё ощутима из-за названия его последнего альбома. The Messenger — это действительно хард-боп в стиле grand, и всё же тот терпкий русский оттенок, который отличает звучание трубача, присутствует всегда, придавая его оригиналам особую жизнерадостность. Лучшей компании Пономарёву и желать было нельзя. У тенор-саксофониста Майкла Карна своя индивидуальная линия атаки, более созвучная таким мейнстрим-парням, как Бадди Тейт и Бад Фримен, чем Колтрейну или Роллинзу. Пианист Сид Симмонс — один из лучших музыкантов Филадельфии, а барабанщик Джимми Кобб вообще не нуждается в представлении. Благодаря лаконичному набору разнообразных мелодий и четкому записанному звуку Джима Андерсона, в итоге вы получаете 50 минут высокооктановой игры, которая не только открывает новые горизонты, но и передает месседж старейшин».
Харви Пекар из JazzTimes отметил, что Пономарёв здесь на пике своей формы: «Находясь под влиянием Клиффорда Брауна, он часто играет много нот, чётко артикулируя, но в то же время с лёгкостью и изяществом. Его работа в верхнем регистре не только точна и сильна, но и музыкальна: его высокие ноты разумно интегрированы в общую структуру его соло; он кричит не просто для того, чтобы покрасоваться. И он всё время думает; хотя его роли сложны, он не прибегает к клише или устоявшимся фразам. У Пономарёва также приятный тембр с уникальным быстрым вибрато, о чём свидетельствует его великолепный, детализированный подход к „Stardust“».
Из справочника The Penguin Guide to Jazz: «The Messenger — ещё один прекрасный, отшлифованный альбом Валерия, который по мере приближения к 60 годам звучит всё более непринужденно, не теряя при этом остроты и огня, которые он привносит в свою работу на трубе. На флюгельгорне он стал заметно мягче, а его исполнение баллад отличается задумчивостью, которая по-настоящему трогает. „Stardust“, в наши дни фирменное произведение Уинтона Марсалиса, получает архетипическое прочтение, полное теплоты, но с легкой двусмысленностью, которая наводит на мысль, что исполнитель очарован и слегка сбит с толку. Из оригиналов „Escape from Gorki Park“ и „Messenger from Russia“ — лучшие, обе они представляют собой хорошо структурированные хард-боп-темы с индивидуальными штрихами в гармонии».

## Список композиций
Вся музыка написана Валерием Пономарёвым, за исключением отмеченных.
1. «Driving to a Gig II» — 6:13
2. «Messenger from Russia» — 9:05
3. «Long Distance Relationship» — 6:10
4. «Escape from Gorky Park» — 9:42
5. «Dark Alley» — 7:56
6. «Stardust» (Хоги Кармайкл, Митчелл Пэриш) — 5:22
7. «Mirage» — 5:30

## Участники записи
- Бас-гитара — Мартин Зенкер
- Запись, сведение — Джим Андерсон
- Исполнительный продюсер — Кайла Фельдман
- Мастеринг — Аллан Такер
- Продюсер — Марк Фельдман
- Тенор-саксофон — Майк Карн
- Труба, флюгельгорн — Валерий Пономарёв
- Ударные — Джимми Кобб
- Фортепиано — Сид Симмонс